# Ik (peuple)
Pour les articles homonymes, voir IK.
Les Iks (parfois appelés Teuso) sont un peuple vivant sur un petit territoire situé au Nord-Est de l'Ouganda, en bordure du Soudan du Sud et du Kenya. Évalués, dans les années 1970, à environ 2 000 membres, les Iks sont des chasseurs semi-nomades, regroupés dans plusieurs villages.
Leur évolution récente, au cours du XXe siècle, a fait l'objet d'une étude ethnographique, réalisée par l'anthropologue Colin Turnbull, depuis que leur territoire s'est vu conféré, par décision gouvernementale, le statut de parc national. Interdits de chasse mais refusant d'abandonner leur mode de vie et de quitter leur territoire, leurs pratiques, rites, coutumes et représentations du monde ont connu des bouleversements et une déstructuration extrêmement rapides et profonds.

## Langues
Ils parlent l'ik, une langue soudanique orientale, dont le nombre de locuteurs était d'environ 10 000 lors du recensement de 2002 en Ouganda. Le karimojong, le turkana, le swahili et l'anglais sont également utilisés.

## Mode de vie

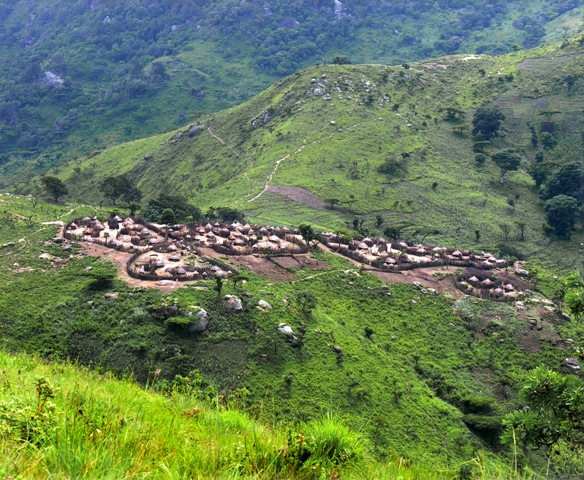
Un village Ik en Ouganda (2005).

Vivant initialement de la chasse, de l'élevage d'abeilles et de culture, les Iks ont dû abandonner la chasse pour l'élevage lorsque leur lieu de vie traditionnel, au nord-est du Mont Morungole, a été transformé en parc national.
Ils habitent dans des villages circulaires, défendus par des palissades. Au sein du village, chaque famille détient une maison et un grenier à nourriture. Ces unités familiales sont soigneusement isolées des autres, clôturées d'épineux, et on y accède par une ouverture très basse.  
Selon leurs croyances, leur dieu réside dans la montagne Morungole. Le meurtre et les agressions physiques sont interdites. La nourriture est centrale dans leurs préoccupations, et celle-ci doit être partagée par tous. En raison des famines et des disettes, cette règle a été contournée, la consommation de nourriture se faisant en cachette, afin de ne pas être dans l'obligation de partager le peu disponible. 
Le lieu de vie sociale se situe à l'extérieur du village, une place à palabres rassemblant les hommes. Dans certains villages, il existe une place similaire pour les femmes.

## Leçons anthropologiques
La déstructuration très avancée de la société Ik met à nu la quasi-totalité de ses structures symboliques, idéales, qui en permettent l'existence, la reproduction (en instituant un sens particulier au monde qui l'entoure). Hors ces structures symboliques, que reste-t-il, si ce n'est - presque - la vie animale à l'état brut ? Quelle est, en d'autres termes, la part de l'inné et de l'acquis, dans nos conduites humaines ? Colin Turnbull, à cette question, penche pour nier toute réalité innée de l'origine de nos comportements humains, qu'ils soient sociaux, langagiers, symboliques : 

« Les Iks nous enseignent que nos valeurs humaines tant vantées ne sont nullement inhérentes à notre humanité, mais qu'elles sont associées à une forme particulière de survie appelée société, et que toutes, y compris cette société elle-même, sont des luxes dont on peut se dispenser. »

## Évolution des Iks, processus de décivilisation et sociétés ultra-modernes
Une part non négligeable des polémiques que l'étude de Colin Turnbull a suscitées provient des parallèles qu'il a été amené à relever entre l'évolution rapide des Iks et celle qu'il pouvait observer dans les sociétés occidentales ultra-modernes. A contrario, ces remarques comparatives ont été positivement appréciées par certains auteurs critiques des sociétés contemporaines.
Depuis cette étude anthropologique de Colin Turnbull en 1967, il est difficile de se faire une idée exacte de l'évolution numérique de la population, en présence de sources rares et contradictoires. En 1999, le linguiste Heine indique que Turnbull aurait sous-évalué de moitié la population, en parlant de 1 300 personnes. Il indique des estimations de 3 000 personnes en 1983, et 4 000 en 1996.  Après la phase de famine décrite par Turnbull, des témoignages d'ONG  font part d'une épidémie de choléra ayant fait des centaines de morts dans les années quatre-vingt, et ayant ramené la population locale à 4 000 personnes en 2005. Dans le même temps, une étude linguistique basée sur un recensement de 2002, fait part de 16 000 locuteurs, dont 9 500 basés dans les paroisses de Lokwakaramoe et Kamion. En termes d'évolution des structures sociales, Heine indique que les Iks, informés du contenu de l'étude Turnbull, disent avoir été choqués de la façon dont ils étaient décrits. L'adoption du catholicisme en sus des croyances d'origine, et la prise en charge conjointement aux ONG d'un projet de création d'un centre de soins indiquent toutefois que la déliquescence des structures sociales et la description d'une situation sans issue décrite dans l'étude de 1967 et parue en 1972 a été battue en brèche.

## Médiagraphie

### Filmographie
- (en) Ik film study, 1964-1965, film réalisé par Joseph Towles et Colin Turnbull, Smithsonian Institution, Washington D. C., 1964, 59 min (DVD)
- (en) Joseph Towles footage of Uganda, Kenya, Tanzania and Egypt, 1966, film documentaire de Joseph Towles, Smithsonian Institution, Washington D. C., 1966, 2 h 12 min, DVD (contient des séquences consacrées aux villages ik et à leurs habitants)